# Iso646.h
L'en-tête iso646.h fait partie de la bibliothèque standard du C. Il a été ajouté à la bibliothèque par un amendement de la norme ANSI C90. Il définit un certain nombre de macros qui permettent au programmeur d'écrire des opérateurs logiques et bit-à-bit du langage C qui, sans ces macros, ne peuvent pas être tapés rapidement sur certains claviers internationaux ou non-QWERTY.
Le nom du fichier fait référence à la norme ISO 646, une norme de codage des caractères sur 7 bits avec des variations régionales, dont certaines ont des caractères accentués à la place de la ponctuation utilisée par les opérateurs du langage C.

## Les macros
L'en-tête iso646.h définit les 11 macros suivantes :
| Macro  | Définie comme |
| ------ | ------------- |
| and    | &&            |
| and_eq | &=            |
| bitand | &             |
| bitor  | \|            |
| compl  | ~             |
| not    | !             |
| not_eq | !=            |
| or     | \|\|          |
| or_eq  | \|=           |
| xor    | ^             |
| xor_eq | ^=            |

## C++
Ces identifiants sont des opérateurs directement implémentés dans le langage C++ et ne nécessitent donc pas l'inclusion de l'en-tête. Par souci de cohérence, la norme C++98 met l'en-tête <ciso646> à disposition des utilisateurs. Cependant, étant vide, ce dernier n'a aucun effet, sinon éviter une éventuelle erreur de compilation.